# Silnice I/2

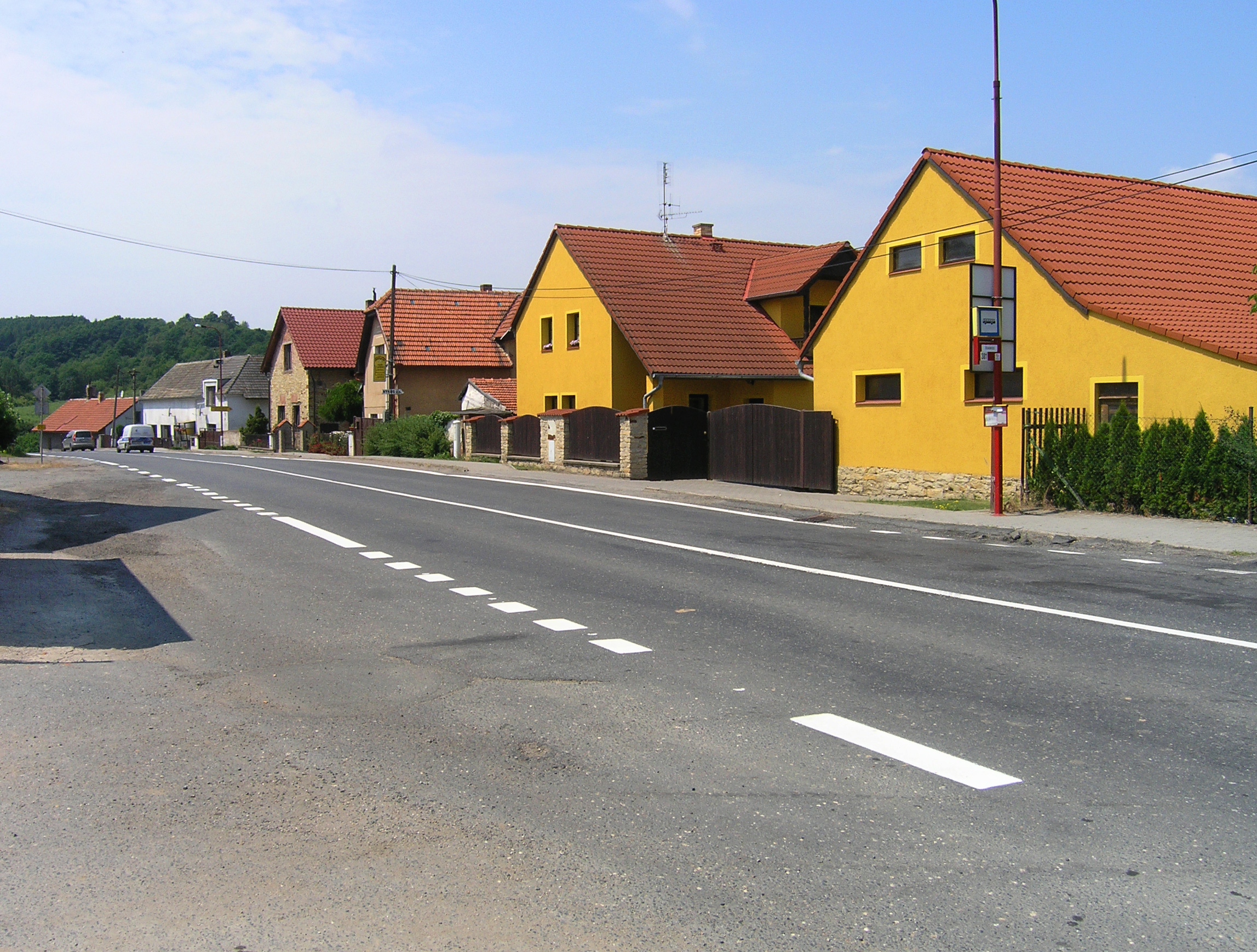
Průjezd Ždánicemi

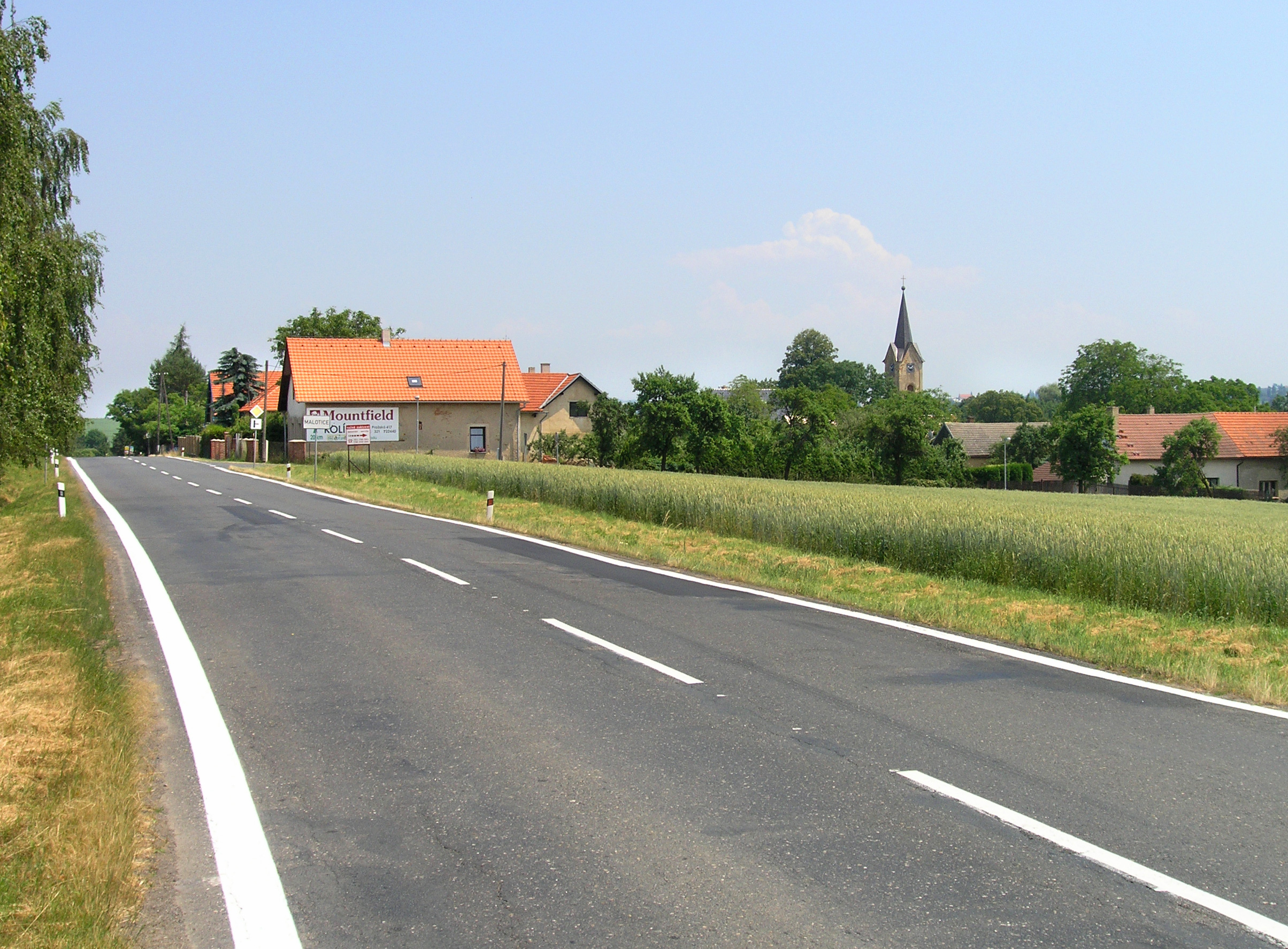
Silnice na západ od Malotic

Silnice I/2 je silnice I. třídy spojující Prahu, Kutnou Horu a Pardubice. Délka silnice je 87,433 km.
Silnice vznikla roku 1998 přečíslováním částí silnic II/333 (Praha – Kutná Hora), I/33 (Kutná Hora – Přelouč) a II/322 (Přelouč – Pardubice). Do té doby v českých zemích silnice s tímto číslem po dlouhou dobu neexistovala, neboť původní silnice I/2 (v trase Slavníč – Jihlava – Brno – Břeclav – Bratislava) byla po výstavbě souběžných dálnic degradována na silnice II. třídy (II/523, II/602 a II/425) a číslo 2 bylo zachováno jen na Slovensku.

## Vedení silnice
- Praha, hranice města
- Říčany, křížení s II/101
- Tehovec (osada Vojkov)
- Mukařov
- Louňovice
- Vyžlovka
- odbočka na Kostelec nad Černými lesy
- Oleška
- Ždánice
- Malotice
- Doubravčany
- Zásmuky
- Bečváry
- Suchdol
- Miskovice
- Přítoky
- Kutná Hora – křížení s I/38
- Nové Dvory
- Svatý Mikuláš
- Kobylnice
- Bernardov
- Zdechovice
- Spytovice
- Lhota u Přelouče
- Přelouč
- Valy
- Pardubice - Staré Čívice
- Popkovice
- Pardubice – křížení s I/37

## Modernizace silnice

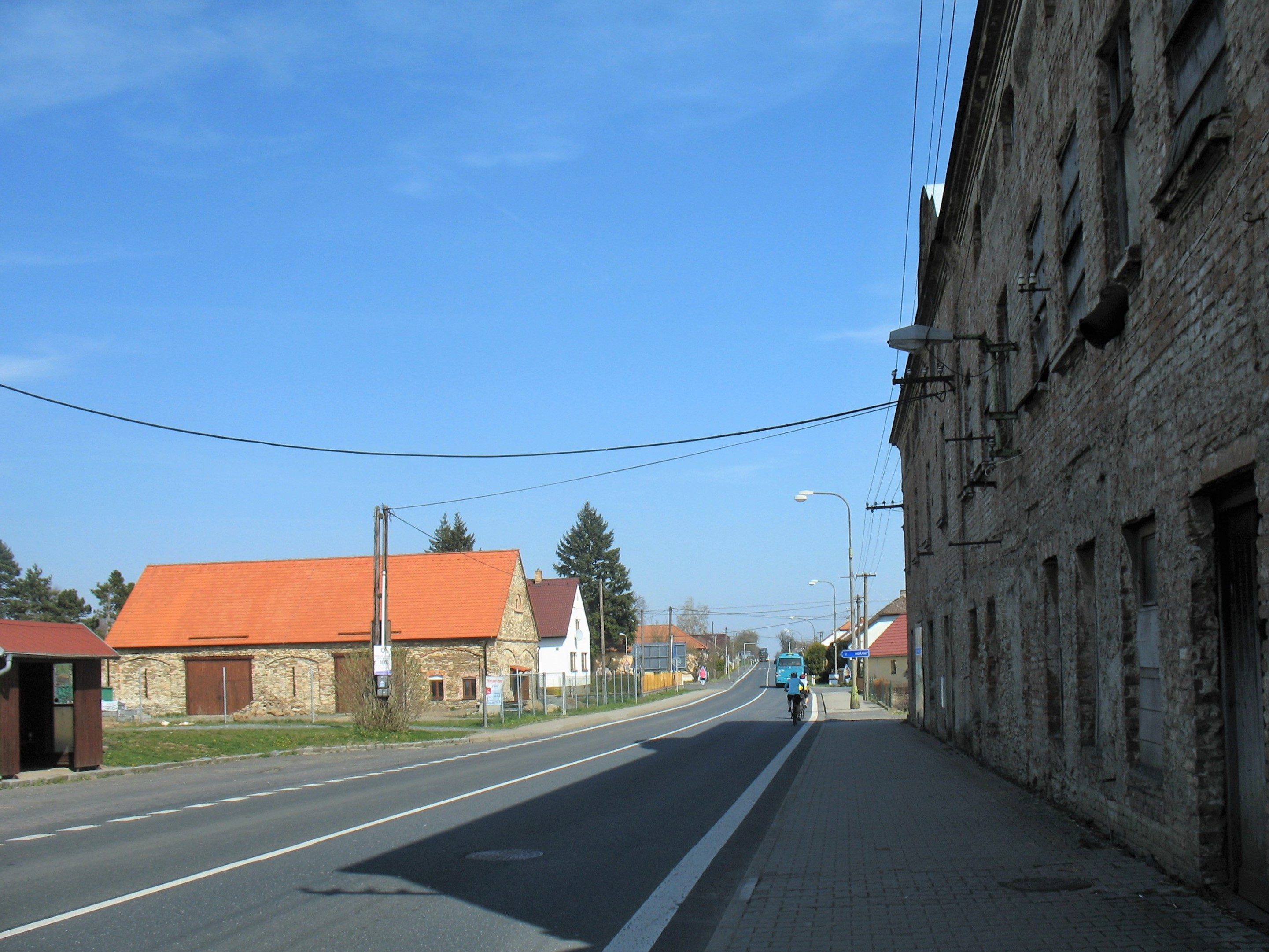
Průtah obcí Miskovice

| Číslo | Název                            | Délka  | Kategorie  | Zahájení výstavby | Uvedení do provozu | Křižovatky |
| ----- | -------------------------------- | ------ | ---------- | ----------------- | ------------------ | ---------- |
| S73   | Kutná Hora, rekonstrukce mostu   | —      | —          | 08/2016           | 10/2018            |            |
| E66   | Pardubice – jihozápadní obchvat  | 8,0 km | 9,5/90     | bude oznámeno     | bude oznámeno      |            |
| E50   | Pardubice – jihovýchodní obchvat | 3,1 km | 11,5/80    | plánováno 2026    | plánováno 2028     |            |
| E71   | Pardubičky – Sezemice            | 4,7 km | 9,5/90(70) | plánováno 2027    | plánováno 2029     |            |

## Související silnice III. třídy
- III/3338 hranice Prahy (Benice) – Nupaky (1,65 km)
- III/3339 hranice Prahy (Lipany) – II/101 – Říčany, II/107 (1,713 km)
- III/33310
- III/33312
- III/33313
- III/33314
- III/33316
- III/33317
- III/33318
- III/33319
- III/33320
- III/33321
- III/33322
- III/33323
- III/33324
- III/33326
- III/33327
- III/33328
- III/33329
- III/33330
- III/33331
- III/33332
- III/33333
- III/33334
- III/33335
- III/33336
- III/33337
- III/33338
- III/33339
- III/33340
- III/33343
- III/33344
- III/33345
- III/33347
- III/33348
- III/33349
- III/33350
- III/33351
- III/33352
- III/33353
- III/33354
- III/33355
- III/33356
- III/33357